# 2000 par pays en Europe
Chronologie de l’Europe
- 1996
- 1997
- 1998
- 1999
- 2000
- 2001
- 2002
- 2003
- 2004

Chronologie de l'Europe : Les évènements par pays de l'année 2000 en Europe. Les évènements thématiques sont traités dans 2000 en Europe